# Валюация
Валюация — обобщение понятия меры, обычно определяемое на выпуклых множествах евклидова пространства.

## Определение
Пусть {\displaystyle K^{n}} — класс всех не пустых компактных выпуклых множеств в {\displaystyle \mathbb {R} ^{n}}.
Валюация на {\displaystyle K^{n}} есть функция {\displaystyle v:K^{n}\to \mathbb {R} } такая, что равенство
{\displaystyle v(S)+v(T)=v(S\cap T)+v(S\cup T)}
выполняется для любых {\displaystyle S,T\in K^{n}} таких, что {\displaystyle S\cup T\in K^{n}}, 

### Замечания
- Валюация называется непрерывной, если она непрерывна относительно метрики Хаусдорфа.
- Валюация называется инвариантной относительно движений, если для любого движения φ и любого {\displaystyle S\in K^{n}} выполняется
{\displaystyle v(S)=v(\phi (S))}

## Примеры
Средняя поперечная мера
{\displaystyle k}-ая средняя поредняя поперечная мера {\displaystyle W_{k}(S)} тела {\displaystyle S\in K^{n}} определяется как средняя {\displaystyle k}-мерная площадь проекций {\displaystyle S} на {\displaystyle k}-мерные плоскости.
В частности,
- {\displaystyle W_{n}(S)} — объём {\displaystyle S},
- {\displaystyle W_{n-1}(S)}  — пропорциональна площади поверхности {\displaystyle S}.
- {\displaystyle W_{k}(\lambda \cdot S)=|\lambda |^{k}\cdot W_{k}(S)}

Валюация Дирака
Валюация Дирака {\displaystyle \delta _{x}} точки {\displaystyle x} определяется как
{\displaystyle \delta _{x}(U)={\begin{cases}0&{\text{если}}~x\notin U\\1&{\text{если}}~x\in U\end{cases}}}

## Свойства
- Теорема Хадвигера: любая непрерывная валюация, инвариантная относительно движений, может быть представлена в виде линейной комбинации поперечных мер.
- Любая валюация на целых многогранниках, инвариантная относительно целых сдвигов и {\displaystyle \mathrm {SL} (n,\mathbb {Z} )}, выражается как линейная комбинация коэффициентов многочлена Эрхарта.[1]